# 馬來西亞電訊大廈
马来西亚电讯大厦（又称马电讯大厦）位于马来西亚首都吉隆坡班底谷，是马来西亚电讯公司的总部。本为马来西亚第三高的摩天大楼，仅次于双峰塔与吉隆坡塔，随着新的摩天大楼陆续建起，截至2024年，已退居五名以外。

## 簡介
该大厦始建于1998年，于2001年竣工，后由首相马哈迪·莫哈末于2003年2月10日开幕并正式启用。其楼高310（1,020英尺），共有55层。电讯大厦的整体建筑形似竹笋，主要由两座线条呈弧形的建筑结构所组成。